# Leichtathletik-Weltmeisterschaften 2015/Teilnehmer (Ukraine)
| Gelbes Symbol für Goldmedaillen mit stilisierten Olympischen Ringen | Graues Symbol für Silbermedaillen mit stilisierten Olympischen Ringen | Braundes Symbol für Bronzemedaillen mit stilisierten Olympischen Ringen |
| ------------------------------------------------------------------- | --------------------------------------------------------------------- | ----------------------------------------------------------------------- |
| —                                                                   | 1                                                                     | 1                                                                       |

Der Leichtathletikverband der Ukraine nominierte 51 Athleten für die Leichtathletik-Weltmeisterschaften 2015 in der chinesischen Hauptstadt Peking.

## Medaillen
Mit je einer gewonnenen Silber- und Bronzemedaille belegte das ukrainische Team Rang 22 im Medaillenspiegel.

### Medaillengewinner

#### Silber
- Bohdan Bondarenko: Hochsprung

#### Bronze
- Ljudmyla Oljanowska: 20 km Gehen

## Ergebnisse

### Männer

#### Laufdisziplinen
| Athlet                                                      | Disziplin   | Vorlauf    | Vorlauf | Halbfinale         | Halbfinale         | Finale             | Finale             |
| Athlet                                                      | Disziplin   | Zeit       | Platz   | Zeit               | Platz              | Zeit               | Platz              |
| ----------------------------------------------------------- | ----------- | ---------- | ------- | ------------------ | ------------------ | ------------------ | ------------------ |
| Serhij Smelyk                                               | 200 m       | 20,60 s    | 37      | nicht qualifiziert | nicht qualifiziert | nicht qualifiziert | nicht qualifiziert |
| Witalij Butrym                                              | 400 m       | 45,88 s    | 39      | nicht qualifiziert | nicht qualifiziert | nicht qualifiziert | nicht qualifiziert |
| Iwan Babaryka                                               | Marathon    |            |         |                    |                    | DNF                | DNF                |
| Oleksandr Babaryka                                          | Marathon    |            |         |                    |                    | DNF                | DNF                |
| Ruslan Dmytrenko                                            | 20 km Gehen |            |         |                    |                    | 1:23:37 h          | 21                 |
| Ihor Hlawan                                                 | 20 km Gehen |            |         |                    |                    | 1:20:29 h SB       | 4                  |
| Iwan Lossew                                                 | 20 km Gehen |            |         |                    |                    | 1:26:32 h          | 39                 |
| Iwan Banseruk                                               | 50 km Gehen |            |         |                    |                    | 3:52:15 h          | 15                 |
| Serhij Budza                                                | 50 km Gehen |            |         |                    |                    | 3:55:10 h          | 19                 |
| Ihor Hlawan                                                 | 50 km Gehen |            |         |                    |                    | DSQ                | DSQ                |
| Roman Krawzow Serhij Smelyk Wolodymyr Suprun Witalij Korsch | 4 × 100 m   | 38,79 s SB | 11      |                    |                    | nicht qualifiziert | nicht qualifiziert |

#### Sprung/Wurf
| Athlet            | Disziplin      | Qualifikation | Qualifikation | Finale             | Finale             |
| Athlet            | Disziplin      | Weite/Höhe    | Platz         | Weite/Höhe         | Platz              |
| ----------------- | -------------- | ------------- | ------------- | ------------------ | ------------------ |
| Bohdan Bondarenko | Hochsprung     | 2,31 m        | 3             | 2,33 m             | Silber             |
| Dmytro Jakowenko  | Hochsprung     | 2,26 m        | 27            | nicht qualifiziert | nicht qualifiziert |
| Jurij Krymarenko  | Hochsprung     | 2,22 m        | 28            | nicht qualifiziert | nicht qualifiziert |
| Andrij Prozenko   | Hochsprung     | 2,29 m        | 17            | nicht qualifiziert | nicht qualifiziert |
| Wladyslaw Rewenko | Stabhochsprung | 5,25 m        | 33            | nicht qualifiziert | nicht qualifiziert |
| Jewhen Wynohradow | Hammerwurf     | 74,09 m       | 14            | nicht qualifiziert | nicht qualifiziert |

#### Zehnkampf
| Athlet           | Disziplin | 100 m      | Weit- sprung | Kugel- stoßen | Hoch- sprung | 400 m      | 110 m Hürden | Diskus- wurf | Stabhoch- sprung | Speer- wurf | 1500 m      | Punkte  | Platz |
| ---------------- | --------- | ---------- | ------------ | ------------- | ------------ | ---------- | ------------ | ------------ | ---------------- | ----------- | ----------- | ------- | ----- |
| Oleksij Kasjanow | Ergebnis  | 10,73 s SB | 7,58 m       | 14,25 m       | 2,01 m SB    | 48,13 s SB | 13,96 s SB   | 45,84 m      | 4,80 m SB        | 49,35 m SB  | 4:31,80 min | 8262 SB | 9     |
| Oleksij Kasjanow | Punkte    | 923        | 955          | 744           | 813          | 903        | 980          | 784          | 849              | 579         | 733         | 8262 SB | 9     |

### Frauen

#### Laufdisziplinen
| Athletin                                                                                       | Disziplin        | Vorlauf        | Vorlauf | Halbfinale         | Halbfinale         | Finale             | Finale             |
| Athletin                                                                                       | Disziplin        | Zeit           | Platz   | Zeit               | Platz              | Zeit               | Platz              |
| ---------------------------------------------------------------------------------------------- | ---------------- | -------------- | ------- | ------------------ | ------------------ | ------------------ | ------------------ |
| Natalija Pohrebnjak                                                                            | 100 m            | 11,62 s        | 42      | nicht qualifiziert | nicht qualifiziert | nicht qualifiziert | nicht qualifiziert |
| Olessja Powch                                                                                  | 100 m            | 11,40 s        | 29      | nicht qualifiziert | nicht qualifiziert | nicht qualifiziert | nicht qualifiziert |
| Natalija Pohrebniak                                                                            | 200 m            | DNS            | DNS     | nicht qualifiziert | nicht qualifiziert | nicht qualifiziert | nicht qualifiziert |
| Natalija Strohowa                                                                              | 200 m            | 23,25 s        | 30      | nicht qualifiziert | nicht qualifiziert | nicht qualifiziert | nicht qualifiziert |
| Chrystyna Stuj                                                                                 | 200 m            | 23,21 s        | 27      | nicht qualifiziert | nicht qualifiziert | nicht qualifiziert | nicht qualifiziert |
| Natalija Pyhyda                                                                                | 400 m            | 51,07 s SB     | 12      | 50,62 s PB         | 8                  | nicht qualifiziert | nicht qualifiziert |
| Olha Semljak                                                                                   | 400 m            | 52,00 s        | 27      | nicht qualifiziert | nicht qualifiziert | nicht qualifiziert | nicht qualifiziert |
| Olha Ljachowa                                                                                  | 800 m            | 1:59,92 min PB | 6       | 1:58,94 min PB     | 11                 | nicht qualifiziert | nicht qualifiziert |
| Natalija Lupu                                                                                  | 800 m            | 1:59,62 min SB | 4       | 1:58,57 min SB     | 7                  | 1:58,99 min        | 6                  |
| Anastassija Tkatschuk                                                                          | 800 m            | 2:01,07 min    | 21      | nicht qualifiziert | nicht qualifiziert | nicht qualifiziert | nicht qualifiziert |
| Kateryna Karmanenko                                                                            | Marathon         |                |         |                    |                    | 2:43:12 h SB       | 31                 |
| Olena Popowa                                                                                   | Marathon         |                |         |                    |                    | DNS                | DNS                |
| Hanna Plotizyna                                                                                | 100 m Hürden     | 13,15 s        | 26      | nicht qualifiziert | nicht qualifiziert | nicht qualifiziert | nicht qualifiziert |
| Hanna Ryschykowa                                                                               | 400 m Hürden     | 55,58 s SB     | 11      | 55,16 s SB         | 9                  | nicht qualifiziert | nicht qualifiziert |
| Wiktorija Tkatschuk                                                                            | 400 m Hürden     | 57,38 s        | 29      | nicht qualifiziert | nicht qualifiziert | nicht qualifiziert | nicht qualifiziert |
| Wiktorija Tkatschuk                                                                            | 3000 m Hindernis | 9:36,87 min PB | 20      |                    |                    | nicht qualifiziert | nicht qualifiziert |
| Nadija Borowska                                                                                | 20 km Gehen      |                |         |                    |                    | 1:31:18 h          | 11                 |
| Ljudmyla Oljanowska                                                                            | 20 km Gehen      |                |         |                    |                    | 1:28:13 h SB       | Bronze             |
| Olesja Powch Natalija Strohowa Chrystyna Stuj Natalija Pyhyda                                  | 4 × 100 m        | 43,59 s        | 15      |                    |                    | nicht qualifiziert | nicht qualifiziert |
| Olha Semljak Natalija Lupu Natalija Pyhyda Olha Ljachowa Ersatz: Julija Olischewska Olha Bibik | 4 × 400 m        | 3:26,01 min SB | 7       |                    |                    | 3:25,94 min SB     | 6                  |

#### Sprung/Wurf
| Athletin              | Disziplin   | Qualifikation | Qualifikation | Finale             | Finale             |
| Athletin              | Disziplin   | Weite/Höhe    | Platz         | Weite/Höhe         | Platz              |
| --------------------- | ----------- | ------------- | ------------- | ------------------ | ------------------ |
| Kristina Hryschutina  | Weitsprung  | 6,53 m        | 18            | nicht qualifiziert | nicht qualifiziert |
| Tetjana Ptaschkina    | Dreisprung  | 13,05 m       | 27            | nicht qualifiziert | nicht qualifiziert |
| Olha Saladucha        | Dreisprung  | 14,34 m       | 3             | 14,41 m            | 6                  |
| Iryna Heraschtschenko | Hochsprung  | 1,85 m        | 23            | nicht qualifiziert | nicht qualifiziert |
| Julija Lewtschenko    | Hochsprung  | 1,85 m        | 24            | nicht qualifiziert | nicht qualifiziert |
| Oksana Okunjewa       | Hochsprung  | 1,89 m        | 14            | nicht qualifiziert | nicht qualifiziert |
| Halyna Obleschtschuk  | Kugelstoßen | 16,97 m       | 19            | nicht qualifiziert | nicht qualifiziert |
| Natalija Semenowa     | Diskuswurf  | 60,72 m       | 12            | 59,54 m            | 12                 |
| Iryna Nowoschylowa    | Hammerwurf  | 65,65 m       | 27            | nicht qualifiziert | nicht qualifiziert |
| Kateryna Derun        | Speerwurf   | 53,49 m       | 32            | nicht qualifiziert | nicht qualifiziert |
| Hanna Hazko-Fedussowa | Speerwurf   | 61,41 m SB    | 15            | nicht qualifiziert | nicht qualifiziert |

#### Siebenkampf
| Athletin             | Disziplin | 100 m Hürden | Hochsprung | Kugelstoßen | 200 m   | Weitsprung | Speerwurf  | 800 m       | Punkte  | Platz |
| -------------------- | --------- | ------------ | ---------- | ----------- | ------- | ---------- | ---------- | ----------- | ------- | ----- |
| Alina Fjodorowa      | Ergebnis  | 14,17 s      | 1,86 m     | 14,98 m     | 25,22 s | 6,06 m     | 35,67 m    | 2:22,43 min | 5978    | 17    |
| Alina Fjodorowa      | Punkte    | 954          | 1054       | 860         | 867     | 868        | 584        | 791         | 5978    | 17    |
| Hanna Kasjanowa      | Ergebnis  | DNS          | DNS        | DNS         | DNS     | DNS        | DNS        | DNS         | DNS     | DNS   |
| Hanna Kasjanowa      | Punkte    | -            | -          | -           | -       | -          | -          | -           | DNS     | DNS   |
| Anastassija Mochnjuk | Ergebnis  | 13,07 s      | 1,83 m PB  | 13,73 m     | 24,60 s | 6,51 m     | 38,93 m PB | 2:17,00 min | 6359 PB | 7     |
| Anastassija Mochnjuk | Punkte    | 1114         | 1016       | 783         | 924     | 1010       | 647        | 865         | 6359 PB | 7     |